# YRP野比站

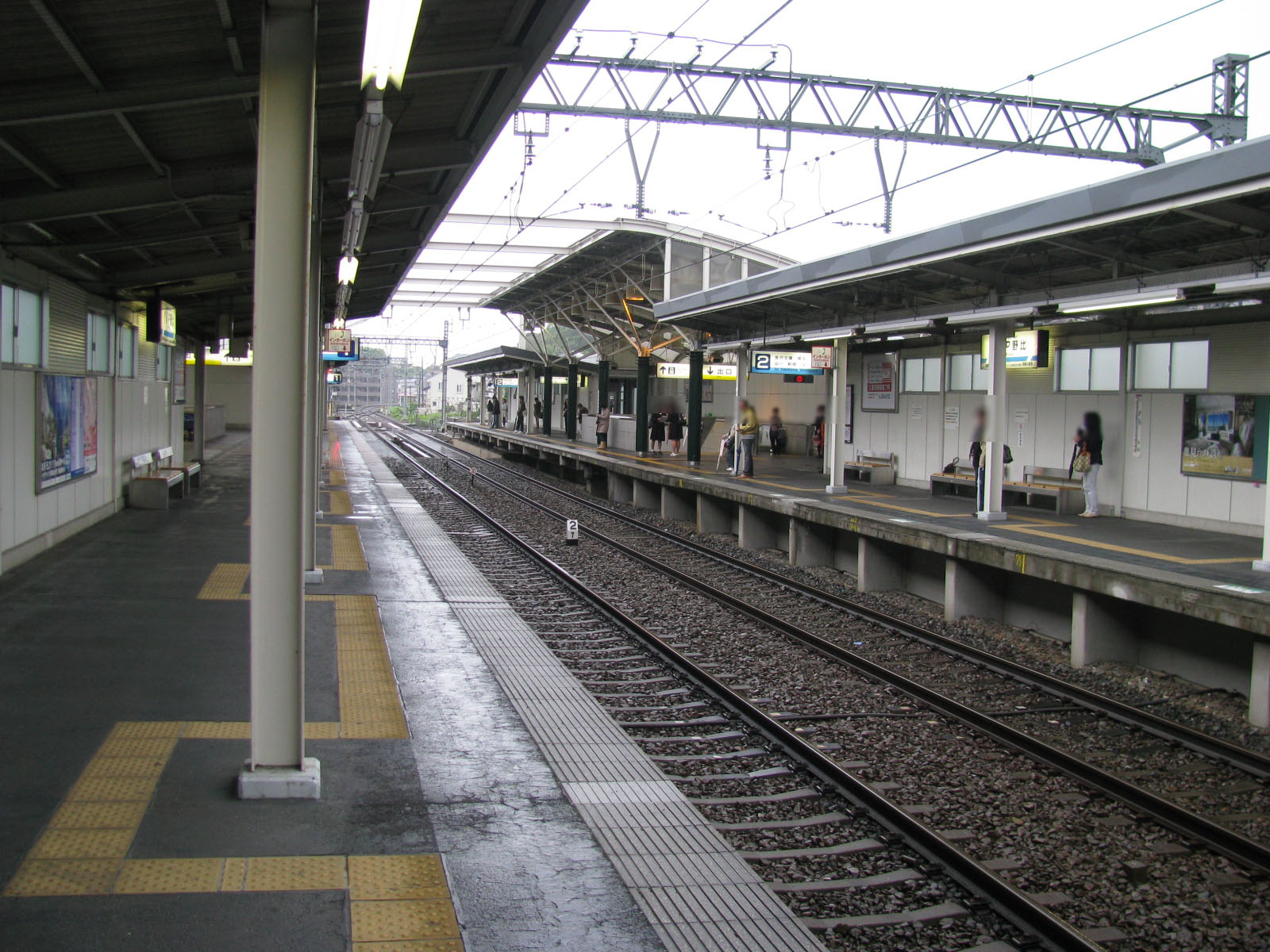
月台

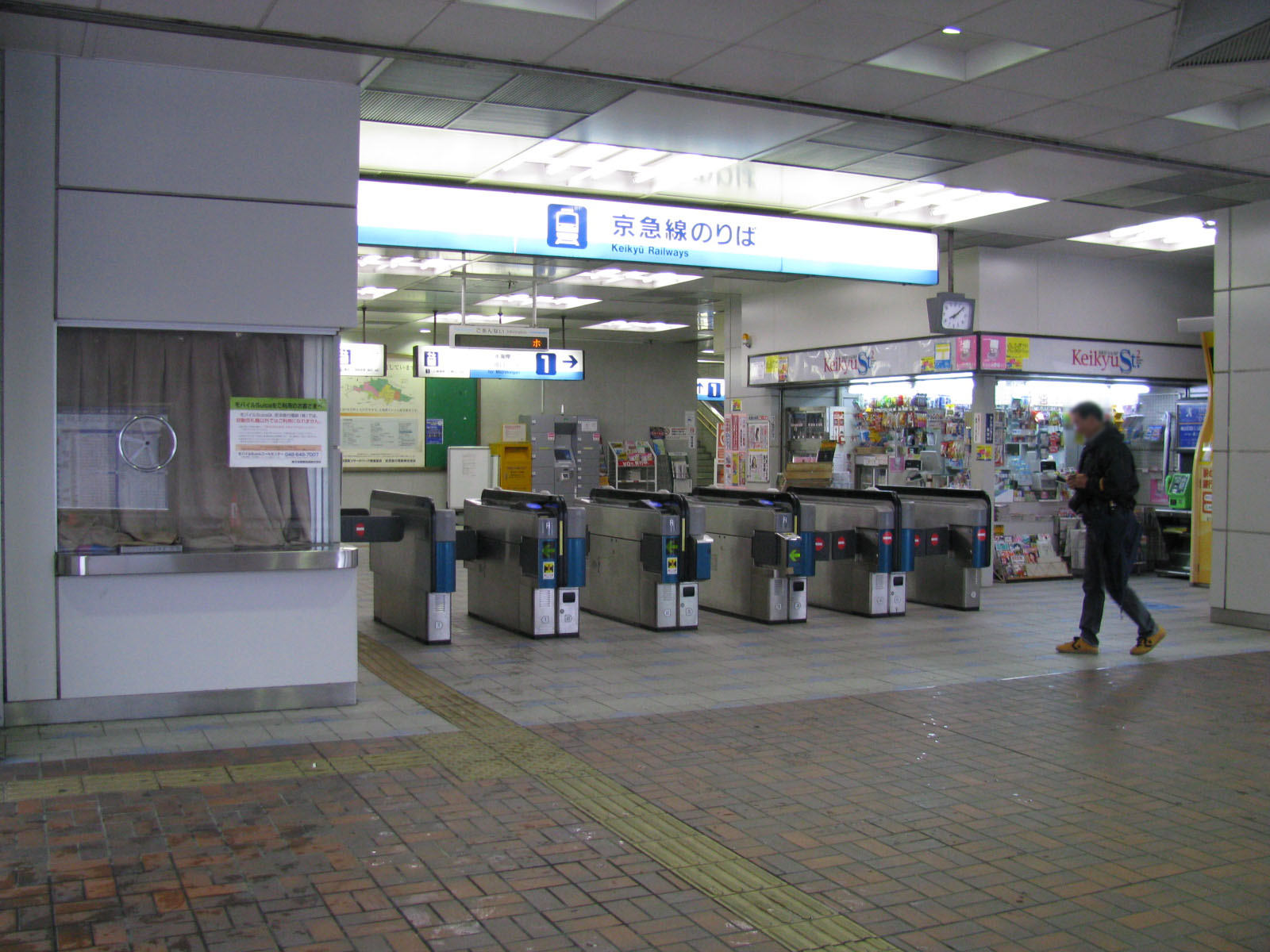
YRP野比站剪票口

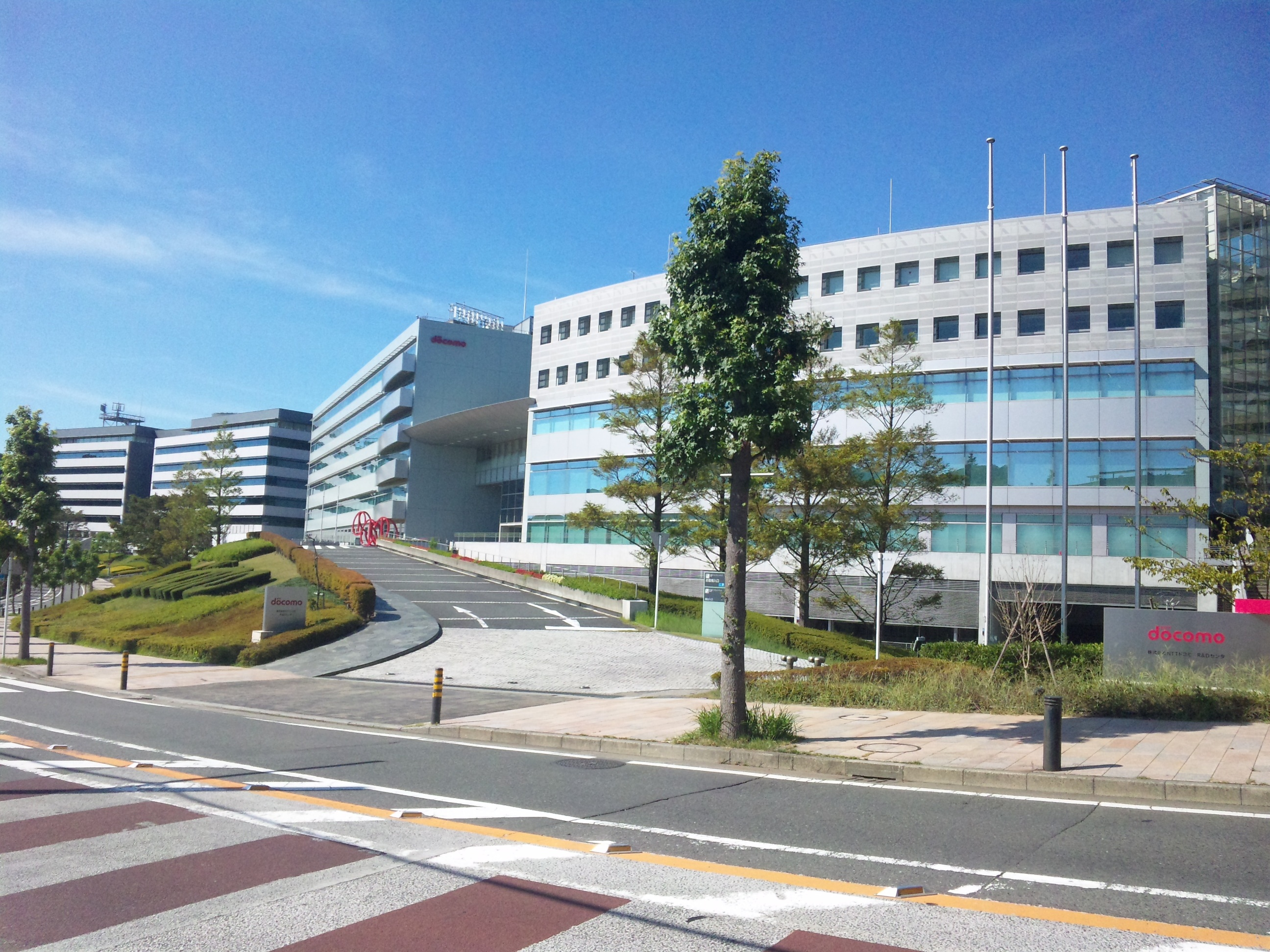
YRP docomo R&D Center

YRP野比站（日语：／ YRP Nobi eki */?）是位於日本神奈川縣橫須賀市野比，屬於京濱急行電鐵久里濱線的鐵路車站。車站編號是KK68。

## 年表
- 1963年（昭和38年）11月1日 - 久里濱線終點站啟用，當時稱為野比站。
- 1966年（昭和41年）3月27日 - 久里濱線延伸至津久井濱站，本站成為中間站。
- 1998年（平成10年）4月1日 - 橫須賀研究園區（日语：横須賀リサーチパーク）啟用，車站因而冠上園區的英語縮寫，改稱YRP野比站。
- 2019年（令和元年）7月8日至9月16日 - 京急成立120周年及知名動漫作品《航海王》連載20周年，做為慶祝活動的一環，將站名牌標示的站名改為「耶！魯夫野比車站」（Yアールフィ野比～駅），並繪有航海王角色蒙其·D·魯夫。[2]

## 車站結構
本站為側式月台2面2線地面車站，剪票口位於車站南側月台下。付費區內有7-Eleven，付費區外有勝博殿。
本站的簡易自動廣播分別由1號線的關根正明、2號線的大原沙耶香配音。

### 月台配置
| 月台 | 路線     | 方向 | 目的地                           |
| ---- | -------- | ---- | -------------------------------- |
| 1    | 久里濱線 | 下行 | 三浦海岸、三崎口方向             |
| 2    | 久里濱線 | 上行 | 橫須賀中央、橫濱、品川、新橋方向 |

## 使用情況
2016年度1日平均上下車人次為18,782人，京急線全部72個車站當中排行第36位。
近年1日平均上下車人次與上車人次的推移如下表。
| 年度               | 1日平均 上下車人次 | 1日平均 上車人次 | 來源     |
| ------------------ | ------------------ | ---------------- | -------- |
| 1995年（平成07年） |                    | 8,908            | [ * 1 ]  |
| 1998年（平成10年） |                    | 8,991            | [ * 2 ]  |
| 1999年（平成11年） |                    | 9,463            | [ * 3 ]  |
| 2000年（平成12年） |                    | 9,808            | [ * 3 ]  |
| 2001年（平成13年） |                    | 9,926            | [ * 4 ]  |
| 2002年（平成14年） | 20,962             | 10,306           | [ * 5 ]  |
| 2003年（平成15年） | 22,088             | 10,770           | [ * 6 ]  |
| 2004年（平成16年） | 22,158             | 10,802           | [ * 7 ]  |
| 2005年（平成17年） | 22,341             | 10,905           | [ * 8 ]  |
| 2006年（平成18年） | 22,549             | 11,016           | [ * 9 ]  |
| 2007年（平成19年） | 22,116             | 10,841           | [ * 10 ] |
| 2008年（平成20年） | 20,974             | 10,411           | [ * 11 ] |
| 2009年（平成21年） | 21,183             | 10,528           | [ * 12 ] |
| 2010年（平成22年） | 20,965             | 10,431           | [ * 13 ] |
| 2011年（平成23年） | 20,459             | 10,165           | [ * 14 ] |
| 2012年（平成24年） | 19,794             | 9,871            | [ * 15 ] |
| 2013年（平成25年） | 19,573             | 9,781            | [ * 16 ] |
| 2014年（平成26年） | 18,718             | 9,358            | [ * 17 ] |
| 2015年（平成27年） | 18,609             | 9,276            | [ * 18 ] |
| 2016年（平成28年） | 18,782             |                  |          |

## 車站周邊
- 橫須賀研究園區（日语：横須賀リサーチパーク） (YRP)
- 橫須賀野比郵便局
- 野比海岸
- 港灣空港技術研究所（日语：港湾空港技術研究所）野比實驗場
- 國立醫院機構久里濱醫療中心（日语：国立病院機構久里浜医療センター）
- 筑波大學附屬久里濱特別支援學校（日语：筑波大学附属久里浜特別支援学校）
- 國立特別支援教育綜合研究所（日语：国立特別支援教育総合研究所）
- YRP野比站前商店街（日语：YRP野比駅前商店街）
- 野比溫泉（日语：野比温泉）
- 神奈川大學野比研修所
- JA橫須賀葉山（日语：よこすか葉山農業協同組合）野比支店
- 湘南信用金庫（日语：湘南信用金庫）野比支店
- 橫須賀市立野比小學校（日语：横須賀市立野比小学校）
- 橫須賀市立野比東小學校（日语：横須賀市立野比東小学校）
- 橫須賀市立粟田小學校（日语：横須賀市立粟田小学校）
- 橫須賀市立野比中學校（日语：横須賀市立野比中学校）
- 橫須賀市立長澤中學校（日语：横須賀市立長沢中学校）
- 國道134號
- 神奈川縣道27號橫須賀葉山線（日语：神奈川県道27号横須賀葉山線）
- 通研通
- 北下浦海岸通

### 巴士路線
京濱急行巴士提供本站往來YRP地區與周邊住宅區的路線。
1號乘車處
YRP線 - YRP方向、部分往京急新市鎮方向
2號乘車處
市民醫院線 - YRP、通信研究所、橫須賀市民醫院方向
Highland（ハイランド）線、市內線 - 久里濱站方向
3號乘車處
岩戶線 - 北久里濱站、久里濱站、衣笠十字路方向
4號乘車處
YRP線 - YRP方向

## 站名由來
以橫須賀研究園區的英文縮寫 (YRP) 命名。

## 相鄰車站
京濱急行電鐵
 久里濱線
□早晨翼號
通過
□京急翼號（堀之內站以南為各站停車）
京急久里濱（KK67）→YRP野比（KK68）→京急長澤（KK69）
■快特、■特急（金澤文庫站以北為快特）、■特急（堀之內站以南為各站停車）
京急久里濱（KK67）－YRP野比（KK68）－京急長澤（KK69）

## 外部連結
- YRP野比站（各站資訊） - 京濱急行電鐵